# Myrioblephara desumpta
Myrioblephara desumpta là một loài bướm đêm trong họ Geometridae.